# Pueblo druso
El pueblo druso (en árabe: durūz دروز‎, singular: durzī درزي; en hebreo: derúzim, דרוזים‎) es un grupo etnorreligioso esotérico de lengua árabe originario de Oriente Próximo o Asia occidental. Practican el drusismo, una religión abrahámica, monoteísta y sincrética basada en las enseñanzas de Hamza ibn Ali ibn Ahmad (985 - c. 1021), del sexto califa fatimí, al-Hákim bi-Amr Allah y de antiguos filósofos griegos como Platón, Aristóteles, Pitágoras y Zenón de Citio. Los adeptos a la religión drusa se hacen llamar Al-Muwaḥḥidūn («el pueblo del monoteísmo»).
Las Epístolas de Sabiduría son el texto fundacional y central de la fe drusa. El drusismo incorpora elementos del ismailismo, el gnosticismo, el cristianismo, el zoroastrismo, el budismo, el hinduismo, el neoplatonismo, el pitagorismo y otras filosofías y creencias, creando una teología distinta y secreta basada en una interpretación esotérica de las escrituras, que hace hincapié en el papel de la mente y la veracidad. Los drusos creen en la teofanía y la reencarnación, que al final del ciclo de renacimiento —logrado a través de sucesivas reencarnaciones— el alma se une con la Mente Cósmica (al-ʻaql al-kullī).
Los drusos tienen una veneración especial por Shuaib, de quien creen que es la misma persona que el Jetró bíblico. Creen que Adán, Noé, Abraham, Moisés, Jesús, Mahoma e Isma'il ibn Yá'far fueron profetas. La tradición drusa también honra y venera a Salmán el Persa, Al-Khidr (a quien identifican como Elías, renacido como Juan el Bautista y San Jorge), Job, el evangelista Lucas y otros como «mentores» y «profetas».
Los drusos no permiten que los extraños se conviertan a su religión. El matrimonio fuera de la fe drusa es raro y fuertemente desaconsejado. La mayoría de las prácticas religiosas drusas se mantienen en secreto.
Aunque su fe se desarrolló originalmente a partir del ismailismo y son de etnia árabe, el pueblo druso no se identifica como musulmán. Se encuentran principalmente en Líbano, Siria e Israel  y pequeñas comunidades en Jordania. Representan el 5,5 % de la población de Líbano, el 3% de Siria y el 1,6% de Israel. Las comunidades drusas más antiguas y con mayor densidad de población se encuentran en el monte Líbano y en el sur de Siria, en torno a Yabal al-Druze (literalmente, la "montaña de los drusos").
Como minoría religiosa en todos los países en los que se encuentran, han sufrido con frecuencia la persecución de diferentes regímenes musulmanes, incluido el extremismo islámico contemporáneo.

## Etimología
El nombre druso se deriva del nombre de Muhammad bin Ismail Nashtakin ad-Darazī (del persa darzi, «costurero»), que fue uno de los primeros predicadores. Aunque los drusos consideran a ad-Darazī un hereje, el nombre ha sido utilizado para identificarlos, posiblemente por sus oponentes históricos, como una forma de vincular a su comunidad con la mala reputación de ad-Darazi.
En 1016, Ad-Darazi y sus seguidores proclamaron abiertamente sus creencias y llamaron a la gente a unirse a ellos, provocando disturbios en El Cairo contra el movimiento unitario, incluidos Hamza ibn Ali ibn Ahmad y sus seguidores. Esto llevó a la suspensión del movimiento durante un año y a la expulsión de Ad-Darazi y sus partidarios.
Aunque los libros religiosos drusos describen a ad-Darazi como el «insolente» y como el «ternero» de mente estrecha y precipitada, el término «druso» todavía se utiliza para su identificación y por razones históricas. En 1018, ad-Darazi fue asesinado por sus enseñanzas; algunas fuentes afirman que fue ejecutado por Al-Hakim bi-Amr Allah. 
Al-Hakim sentía que ad-Darazi estaba tratando de presentarse como un nuevo profeta, así que tomó la decisión de ejecutarlo, dejando a Hamza como el único líder del drusismo.

## Historia
La historia de la creación de la fe drusa  entre los años 1017 y 1018 d. C., está dominada por tres hombres y su lucha por la influencia.
- Hamza ibn Ali ibn Ahmad, quien fue un místico y erudito ismailí de Khorasan, que llegó al Califato fatimí de Egipto en 1014 o 1016 y comenzó a predicar una doctrina Muwaḥḥidūn («Unitaria»). Hamza es considerado como el fundador de la fe drusa.

- Al-Hakim bi-Amr Allah, el sexto califa fatimí, quién se convirtió en una figura central de la fe predicada por Hamza ibn Ali ibn Ahmad.

- Muhammad bin Ismail Nashtakin ad-Darazi, quién llegó a El Cairo en 1015 o 1017, posiblemente desde Bujará, uniéndose al movimiento druso y convirtiéndose en un importante predicador.

El origen del drusismo se basa en que, según Hamza, al-Hakim era Dios manifestado. Hamza comenzó a predicar su nueva fe, siendo apoyado por el propio al-Hakim, quien emitió un decreto promoviendo la libertad religiosa, y eventualmente se convirtió en una figura central en la fe drusa.

## Creencias
La doctrina seguida por el pueblo druso es conocida como Tauhid, que según Obeid significa en términos aproximados «creencia en la unidad de Dios y la manifestación de esta unidad en la totalidad de la creación». Obeid indica que los drusos se llaman a sí mismos Muwahhidun o «creyentes en el concepto del Tauhid.» 
Las doctrinas drusas aparecieron unos cuatro siglos después del comienzo del islam, y tienen origen en el chiismo ismailí, al cual se agregaron sincréticamente elementos de otras religiones monoteísticas y creencias místicas y esotéricas de otras partes del mundo entonces conocido, como ideas helenísticas, cristianas, persas e indias.

### Dios
La concepción drusa de la deidad es la de una unidad estricta e inflexible. La principal doctrina drusa afirma que Dios es a la vez trascendente e inmanente, que está por encima de todos los atributos, pero que al mismo tiempo está presente.
En su deseo de mantener una rígida confesión de unidad, despojaron a Dios de todo atributo (tanzīh). En Dios no hay atributos distintos de su esencia. Él es sabio, poderoso y justo, no por la sabiduría, la fuerza y la justicia, sino por su propia esencia. Dios es "la totalidad de la existencia", en vez de estar "por encima de la existencia" o en su trono, lo que lo haría "limitado." No hay "cómo", "cuándo" ni "dónde" en Él; es incomprensible.
En este dogma, se asemejan al cuerpo semifilosófico y semirreligioso que floreció durante el reino de Al-Ma'mún y que se conoció con el nombre de Mu'tazila y a la orden fraternal de los Hermanos de la Pureza (Ikhwan al-Ṣafa).
A diferencia de los Mu'tazila, y de forma similar a algunas ramas del sufismo, los drusos creen en el concepto de Tajalli (que significa «teofanía»). El concepto de Tajalli es a menudo malinterpretado por académicos y escritores y suele confundirse con el concepto de encarnación.

[La encarnación] es el núcleo de las creencias espirituales de los drusos y de algunas otras tradiciones intelectuales y espirituales... En un sentido místico, se refiere a la luz de Dios experimentada por ciertos místicos que han alcanzado un alto nivel de pureza en su viaje espiritual. Así, Dios es percibido como el Lahut [lo divino] que manifiesta Su Luz en la Estación (Maqaam) del Nasut [reino material] sin que el Nasut se convierta en Lahut. Esto es como la imagen de uno en el espejo: Uno está en el espejo, pero no se convierte en el espejo. Los manuscritos drusos son enfáticos y advierten contra la creencia de que el Nasut es Dios... Haciendo caso omiso de esta advertencia, buscadores individuales, eruditos y otros espectadores han considerado divinos a al-Hákim y a otras figuras. ... En la visión escritural drusa, el Tajalli ocupa un lugar central. Un autor comenta que el Tajalli se produce cuando la humanidad del buscador se aniquila para que la persona experimente los atributos y la luz divina.

### Escrituras
Los textos sagrados drusos incluyen la Biblia, el Corán y las Epístolas de Sabiduría. Otros escritos drusos antiguos son el Rasa'il al-Hind (Epístolas de la India) y los manuscritos previamente perdidos (u ocultos) como el al-Munfarid bi-Dhatihi y al-Sharia al-Ruhaniyya, así como otros que incluyen tratados didácticos y polémicos.

### Reencarnación
La reencarnación es un principio primordial del drusismo. Las reencarnaciones ocurren de forma instantánea al morir porque existe una dualidad eterna entre el cuerpo y el alma y es imposible que el alma exista sin el cuerpo. Un alma humana solo se puede transferir a un cuerpo humano, en contraste con los sistemas de creencias hindúes y budistas, según los cuales las almas pueden transferirse a cualquier criatura viviente. Además, un druso varón solo puede reencarnarse en otro druso varón y una drusa sólo en otra drusa. Un druso no puede reencarnarse en el cuerpo de un no druso. Además, las almas no pueden dividirse y el número de almas que existen en el universo es finito. El ciclo de renacimiento es continuo y la única forma de escapar es mediante reencarnaciones sucesivas. Cuando esto ocurre, el alma se une a la Mente Cósmica y alcanza la felicidad última.

### Siete preceptos

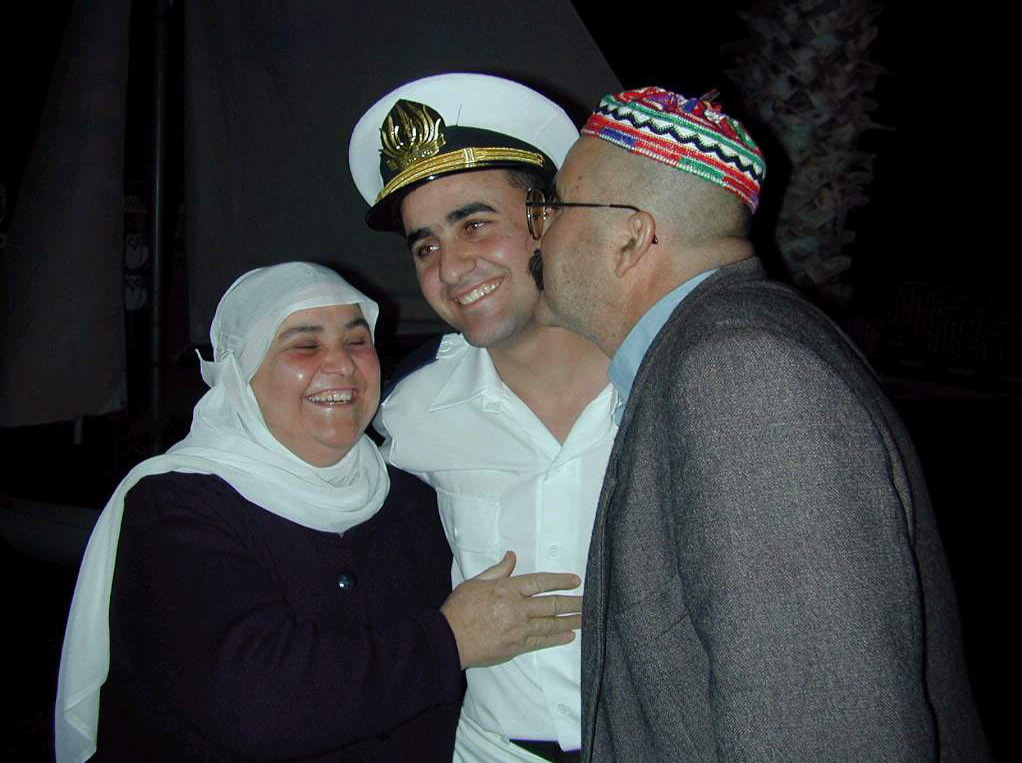
Familia drusa en una ceremonia de graduación del ejército israelí.

Los drusos siguen siete preceptos o deberes morales que son considerados el núcleo de la fe. Los siete preceptos drusos son:
1. Verdad en el discurso y veracidad en la lengua.
2. Protección y ayuda mutua al hermano en la fe.
3. Renuncia a todas las prácticas de culto anteriores así como a las creencias falsas.
4. Repudio al Maligno (Iblis) y a todas las fuerzas del mal.
5. Confesión de la unicidad de Dios.
6. Aceptación de todos los actos divinos, sin importar cuales sean.
7. Absoluta sumisión a la Voluntad de Dios tanto en público como en privado.[45]

Algunos sabios drusos también creen fervientemente en la reencarnación de los humanos miembros de la comunidad, esto es algo totalmente compartido por todos los miembros y forma parte principal de su credo.[cita requerida] No aceptan la poligamia, el consumo de tabaco, alcohol o cerdo, aunque en muchos hogares no practicantes se come cerdo y se bebe alcohol.
La religión drusa no permite el matrimonio interreligioso con otras comunidades (musulmanes, cristianos, judíos, etc.).

### Profetas
El reconocimiento de los profetas en la religión drusa se divide en tres tipos de subcategorías, el propio profeta (natiq), sus discípulos (asas) y los testigos de su mensaje (hujjah).
El pueblo druso cree en profetas como Adán, Noé, Abraham, Sara, Jacob, Moisés, Salomón, Juan el Bautista, Jesús, Mahomae Isma'il ibn Yá'far. A diferencia de otros credos monoteístas, consideran a Ismael hijo de Abraham (considerado como su legitimo primogénito),  y a Jetró, el suegro de Moisés, como profetas de igual nivel que los anteriores. También creen en la sabiduría de la filosofía griega antigua como Platón y Sócrates. Además, tienen un conjunto de «sabios» que fundaron la religión durante el siglo XI.
El cinco es un número sagrado para los drusos pues consideran que los profetas llegan en grupos de cinco, en la Grecia antigua estos fueron Pitágoras, Platón, Aristóteles, Parménides y Empédocles. En el siglo I, los cinco estaban representados por Jesús, Juan el Bautista, Marcos, Lucas y Mateo. En el momento de la fundación de la fe, los cinco eran Hamza ibn Ali ibn Ahmad, Muḥammad ibn Wahb al-Qurashī, Abū'l-Khayr Salama ibn Abd al-Wahhab al-Samurri, Ismāʿīl ibn Muḥammad at-Tamīmī y Al-Muqtana Baha'uddin.
Los drusos creen que Hamza ibn Ali fue una reencarnación de muchos profetas, incluidos Jesús, Platón y Aristóteles.
La tradición drusa honra y venera a Salman el persa como «mentor» y «profeta», y se cree que son reencarnaciones de la idea monoteísta.

### Libros sagrados
Uno de los libros sagrados drusos es el Libro de Hikma o libro de la sabiduría, que fue compilado en gran medida por una figura misteriosa llamada al-Muqtana. Está dividido en varios capítulos, cada uno de los cuales cubre un tema específico. El materialismo está condenado, especialmente el materialismo relacionado con la religión. Los lugares de oración drusos suelen ser muy modestos y sus figuras religiosas (ajawīd) suelen llevar modos de vida humildes. La oración se suele realizar de forma discreta, entre amigos y familiares. Hay poca jerarquía oficial en la comunidad, excepto los Jeque al-'Aqel, que son una figura más política y social que religiosa. Las figuras religiosas son admiradas por su sabiduría y su modo de vida.

### Liturgia
El pueblo druso respeta y reconoce tanto la liturgia musulmana como la cristiana y sus miembros pueden practicar cualquiera de ellas si la situación lo requiere. Es decir, se permite la disimulación de la fe (taqiyya).

### Sitios sagrados
- Nabi Shueib (Israel).

## Estructura social
La sociedad cuenta con una estructura dualista dividida entre los intelectuales (`uqqal, عقال), hombres y mujeres familiarizados con la doctrina religiosa. Los hombres `uqqal llevan bigote, se afeitan la cabeza y llevan ropa negra y turbante blanco. El otro grupo (ŷuhhal, جهال), recibe apoyo espiritual de los intelectuales y no tiene acceso a la literatura sagrada secreta drusa. Entre un 10 y un 15 % de los drusos son intelectuales `uqqal. El resto son ŷuhhal que cuentan solamente con conocimientos básicos de la religión. Se considera que las mujeres son especialmente adecuadas para ser `uqqal, y aceptan que son espiritualmente iguales a los hombres[cita requerida], una creencia que contrasta notablemente con las comunidades musulmanas en las que se enmarcan los drusos. Las mujeres drusas que son `uqqal pueden optar por vestir un mandīl (un velo blanco transparente), especialmente en presencia de figuras religiosas.

## Drusos célebres
- Basha Al-Atrash (Sultan Basha Al Atrash), líder y libertador sirio (1891-1982). Dirigió la Revolución Siria en contra de Francia (1925).
- Farid al-Atrash, cantante sirio-egipcio (1915-1974).
- Asmahan, cantante sirio-egipcia, hermana del anterior (1918-1944).
- Shakib Arslan, escritor y activista panislamista libanés (1869-1946).
- Emín Arslán, escritor, periodista y diplomático otomano (1868-1943).
- Samih al-Qasim, poeta árabe israelí (1939-2014).
- Hekmat Hamdan, político libanés (1933-1978).
- Mohammed Ali Seineldin, coronel argentino y excombatiente de la guerra de Malvinas (1933-2009).
- Kamal Jumblatt, político libanés (1917-1977)
- Walid Jumblatt, político libanés, hijo y sucesor del anterior (n. 1949).
- Ramy Ayach, cantante libanés (n. 1980), conocido como "Pop Star".
- Naim Araidi, poeta israelí.
- Shaikh Abou Hassan Aref Halawi, religioso libanés (1900-2006).
- Shaikh Al Fadel, santo religioso libanés (1577-1640).
- Salah Mizher, poeta, escritor y abogado de As Swaida', Siria (1915-1989).
- Emir Fakhreddine II Maàn, gran emir del Líbano y fundador del Monte Líbano (1598-1635).
- Sit Em Slaimen, Salima-Líbano, princesa drusa santificada (fallecida en 1854).
- Majed al Kassem, cantante siria de As-Suwayda, Actualmente vive en los Emiratos Árabes Unidos.
- Fahed Balan (1933-1997), Cantante de as sweida' siria, famoso en todo el mundo árabe.
- Shibli al-Aysami,(5 de febrero de 1925-24 de mayo de 2011), miembro fundador del Partido Ba'ath Socialista Árabe, Secuestrado en el Líbano en 2011.
- Samih Shkair, سميح شقير, cantante revolucionario.
- Salim Hatum, سليم حاطوم, militar 1928-1967.
- Tareck El Aissami, exvicepresidente de Venezuela.
- Loai Alí, cantante israelí.
- Ghassan Alian, general israelí.
- Samer Nasr, Militar Venezolano.